# 孙蛟龙
孙蛟龙（1969年—），男，中国大陆影视演员。代表作有电视剧《小鱼儿与花无缺》、《将夜》，电影《智取威虎山》、《狄仁杰之四大天王》等。